# Xã Ludell, Quận Rawlins, Kansas
Xã Ludell (tiếng Anh: Ludell Township) là một xã thuộc quận Rawlins, tiểu bang Kansas, Hoa Kỳ. Năm 2010, dân số của xã này là 81 người.